# Ali ibn al-Ihsíd
Abu l-Haszan Ali ibn al-Ihsíd (arab betűkkel أبو الحسن علي بن الإخشيد [Abū l-Ḥasan ʿAlī ibn al-Iḫšīd]; ? – Fusztát, 966 januárja) az Egyiptomot, Palesztinát, Szíria déli részét és a Hidzsázt uraló ihsídida dinasztia harmadik uralkodója volt.
Muhammad ibn Tugdzs al-Ihsíd kisebbik fia a fivérét, Únúdzsúrt követte a trónon annak halálakor, 961 elején. Rövid uralkodása során, elődjéhez hasonlóan, nevelője, Abu l-Miszk Káfúr, a fekete eunuch gyakorolta a tényleges hatalmat. Uralkodása alatt folytatódtak a bátyja idején megkezdődött beduin támadások az oázisokban és 963-ban ismét núbiai támadás érte Egyiptom földjét. A helyzetet egy hosszan elnyúló éhínség súlyosbította, amely 963-ban kezdődött, és öt éven át tombolt.
Halála után kiskorú fia, Ahmad helyett Káfúr hivatalosan is átvette a hatalmat, amit két évvel később bekövetkező haláláig gyakorolt; ezután Ali akkor még mindig csak tizenegy esztendős fia elfoglalhatta a trónt, de rövid uralma átmenetinek bizonyult: a Fátimidák hónapokon belül bekebelezték Egyiptomot.